# Gerard Héman
Gerardus Heinrich Christoph August (Gerard) Héman (Duisburg, 17 juli 1914 – Rotterdam, 11 juli 1992) was een Nederlandse beeldhouwer.

## Leven en werk
Héman was een zoon van Joannes Gerardus Christophorus Carolus Héman (1884-1959) en Sophie Friederike Borneman (1885-1924). Hij werd geboren in Duisburg uit een Nederlandse vader en Duitse moeder. Later vestigde het gezin zich in Schiebroek. Zijn vader en grootvader van vaderskant waren beiden onderwijzer, zijn grootvader van moederskant was schrijnwerker in de Landkreis Göttingen. Héman was al jong bezig met houtsnijwerk, waarin de invloed van de Duitse barokke volkskunst merkbaar is. Hij bezocht de middelbare technische school, maar kon daar zijn draai niet vinden en maakte de overstap naar de Rotterdamse Academie.
Héman was van huis uit rooms-katholiek en maakte werk voor diverse kerken, zoals kruiswegstaties voor de Goede Herderkerk in Voorburg en de Onze-Lieve-Vrouw Visitatiekerk in Bleiswijk en het tabernakel voor de Sint-Adelbertkerk in Delft.
Hij overleed in Rotterdam, kort voor zijn achtenzeventigste verjaardag, en werd begraven op Oud Kralingen.

## Werken (selectie)
- Reliëfs (1949) bij entree Rotterdamsche Bank (later ABN-AMRO) aan de Coolsingel 119 in Rotterdam
- Fluitspeler (ca. 1959), Prinses Irenestraat, Assen
- Vogel met slang in de bek (1972), Tolsteegplantsoen, Utrecht
- Geveldecoraties aan de Meent 115 in Rotterdam

## Galerij

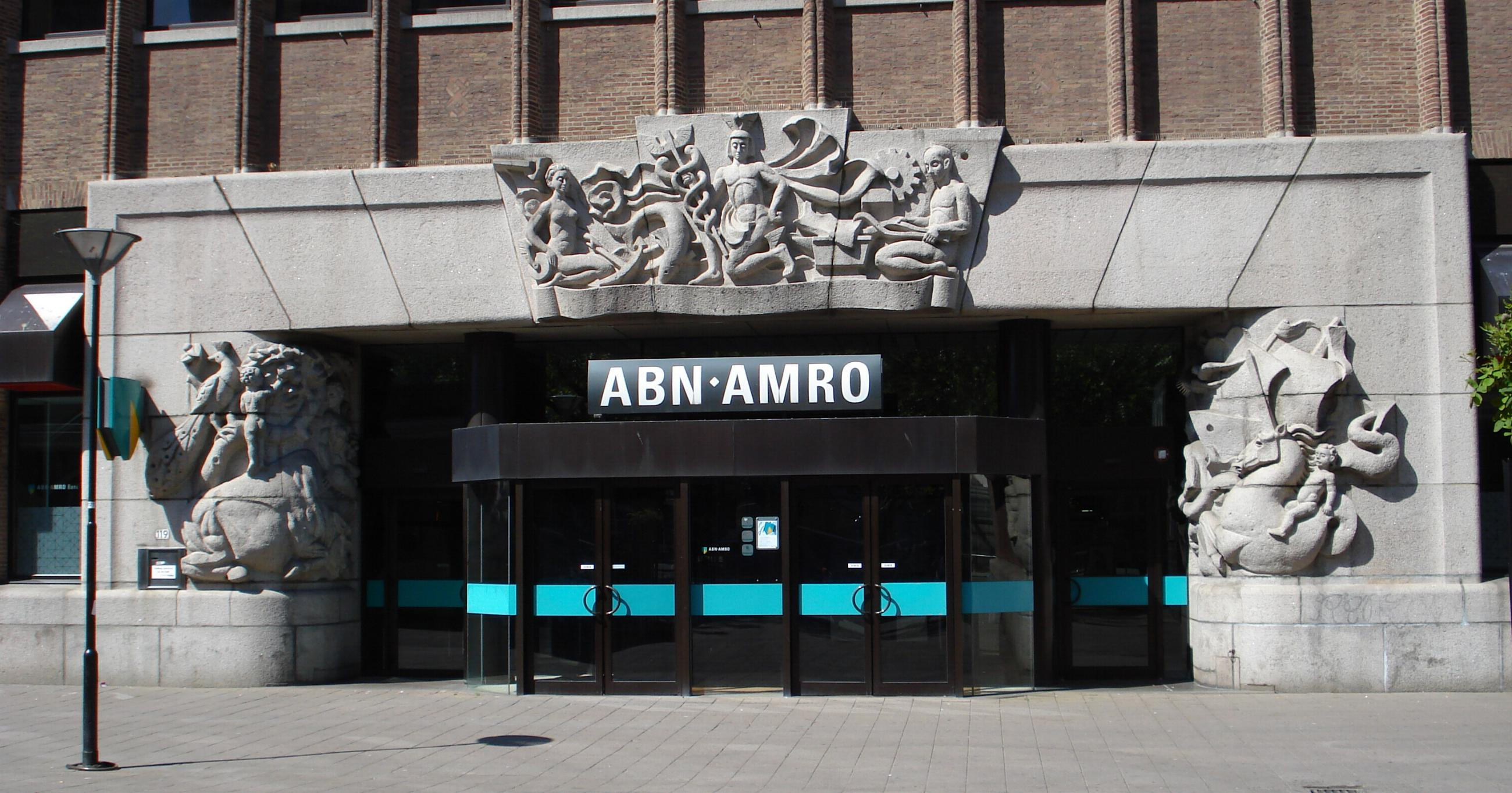
Reliëfs (1949), Coolsingel, Rotterdam
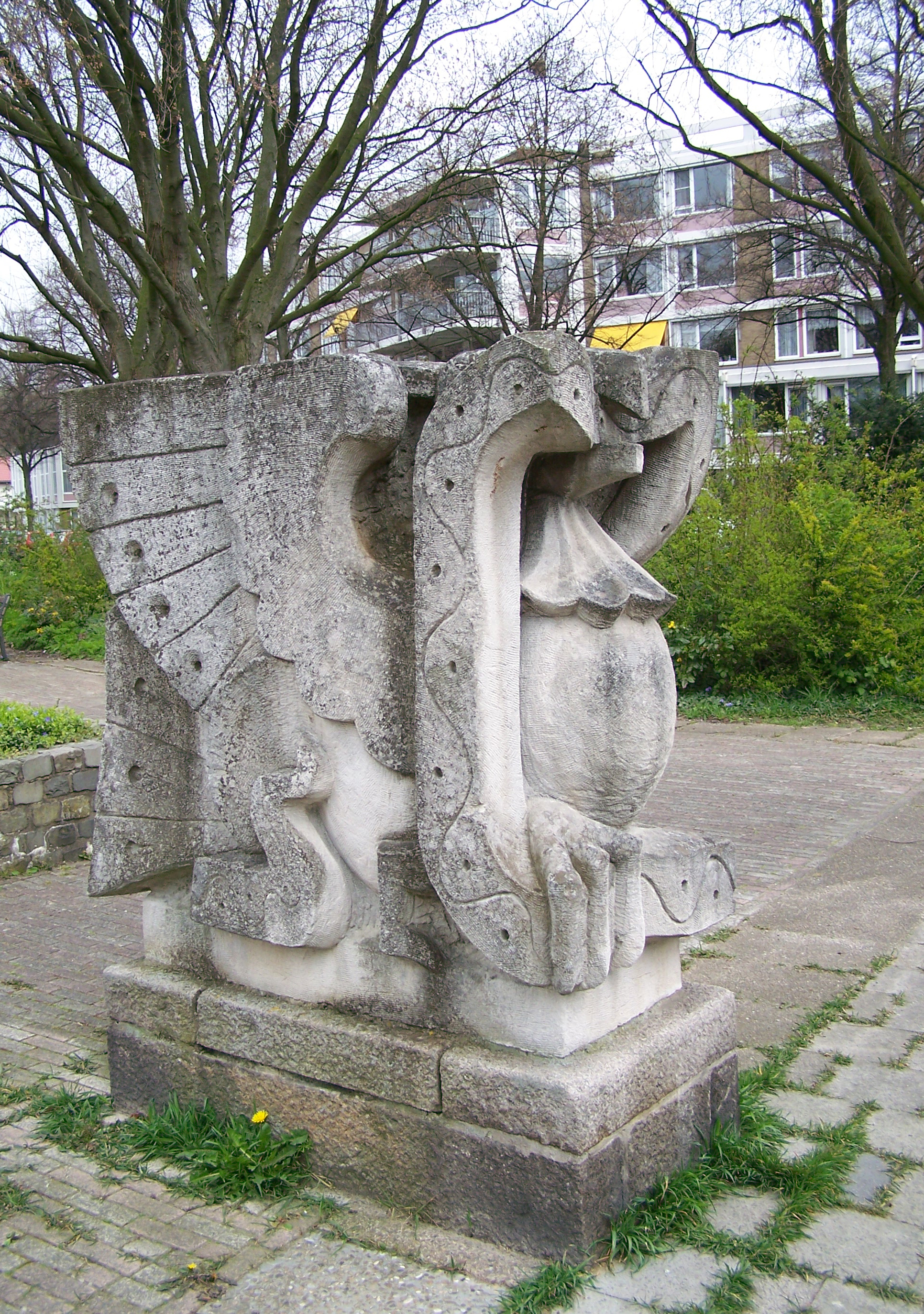
Vogel met slang in de bek (1972), Utrecht
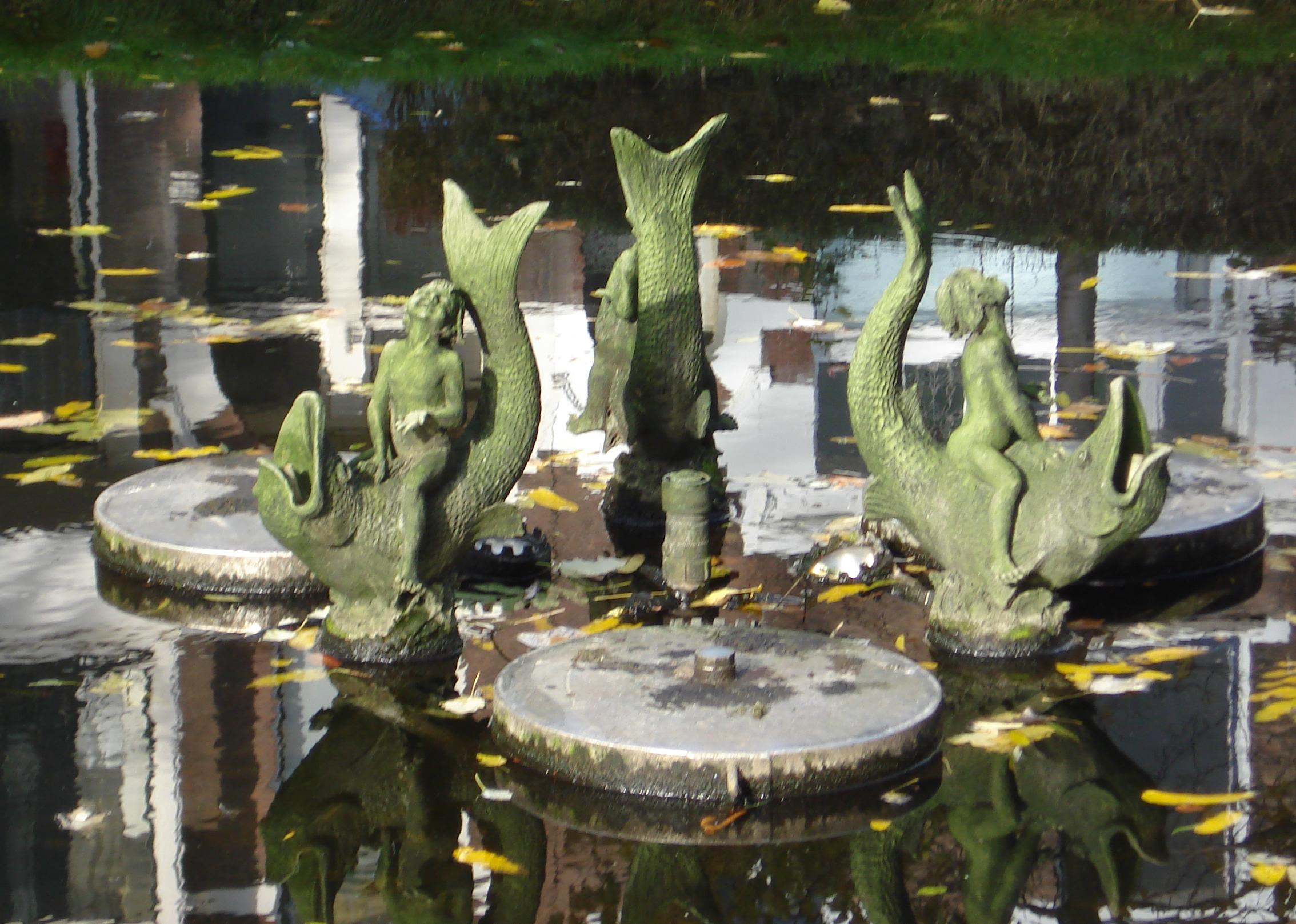
Drie vissen (1998), Rotterdam
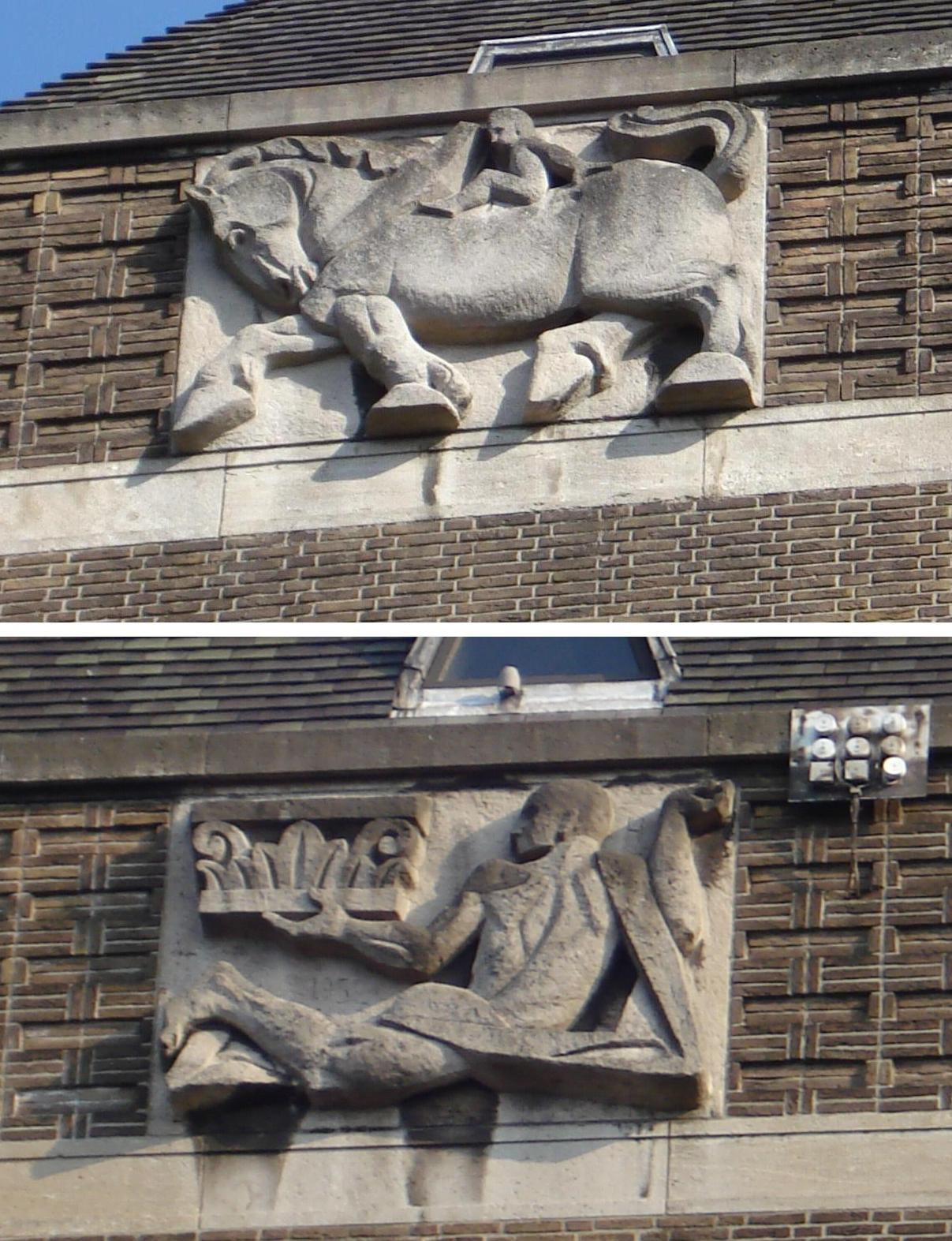
Geveldecoraties, Meent, Rotterdam